# کازوتو ایشیدو
کازوتو ایشیدو (انگلیسی: Kazuto Ishido؛ زادهٔ ۱ آوریل ۱۹۸۲) بازیکن فوتبال اهل ژاپن است.
از باشگاه‌هایی که در آن بازی کرده‌است می‌توان به باشگاه فوتبال ماتسوموتو یاماگا اشاره کرد.